# Karlîkivka (Petrivka), Mîkolaiiv
Karlîkivka (în ucraineană Карликівка) este un sat în comuna Petrivka din raionul Mîkolaiiv, regiunea Mîkolaiiv, Ucraina.

## Demografie
Componența lingvistică a localității Karlîkivka
     Ucraineană (89,29%)
     Rusă (8,04%)
     Belarusă (1,79%)
     Alte limbi (0,89%)
Conform recensământului din 2001, majoritatea populației localității Karlîkivka era vorbitoare de ucraineană (89,29%), existând în minoritate și vorbitori de rusă (8,04%) și belarusă (1,79%).